# Daniel Chițoiu
Daniel Chițoiu (n. 11 iulie 1967, Păușești, România) este economist și fost politician român, doctor în economie, absolvent al Facultății de Finanțe, Asigurări, Bănci și Burse de Valori a Academiei de Studii Economice din București, fost ministru al finanțelor în primele două guverne Ponta (primul și al doilea), între 21 decembrie 2012 și 5 martie 2014.  Daniel Chițoiu a fost al 151-lea ministru al Finanțelor Publice ale României.

## Biografie

### Vicepreședinte al ANAF
În perioada 2005 - 2007 a ocupat funcția de vicepreședinte al Agenției Naționale de Administrare Fiscală, iar în perioada 23 ianuarie 2007- 4 aprilie 2007 a ocupat funcția de președinte interimar al ANAF.
Pe 6 februarie 2014, și-a dat demisia din funcția de ministru al finanțelor.

### PNL și ALDE
Pe 30 iunie 2014, și-a dat demisia din PNL deoarece era nemulțumit de deciziile luate la nivelul Congresului PNL, prin care s-a decis afilierea la PPE și fuziunea cu PDL.
Din iulie 2014, face parte din ALDE, partid condus de Călin Popescu Tăriceanu.  

## Controverse
Pe 25 august 2020 Daniel Chițoiu a fost trimis în judecată de către Parchetul de pe lângă Tribunalul Argeș pentru ucidere din culpă.